# Daniel Auber

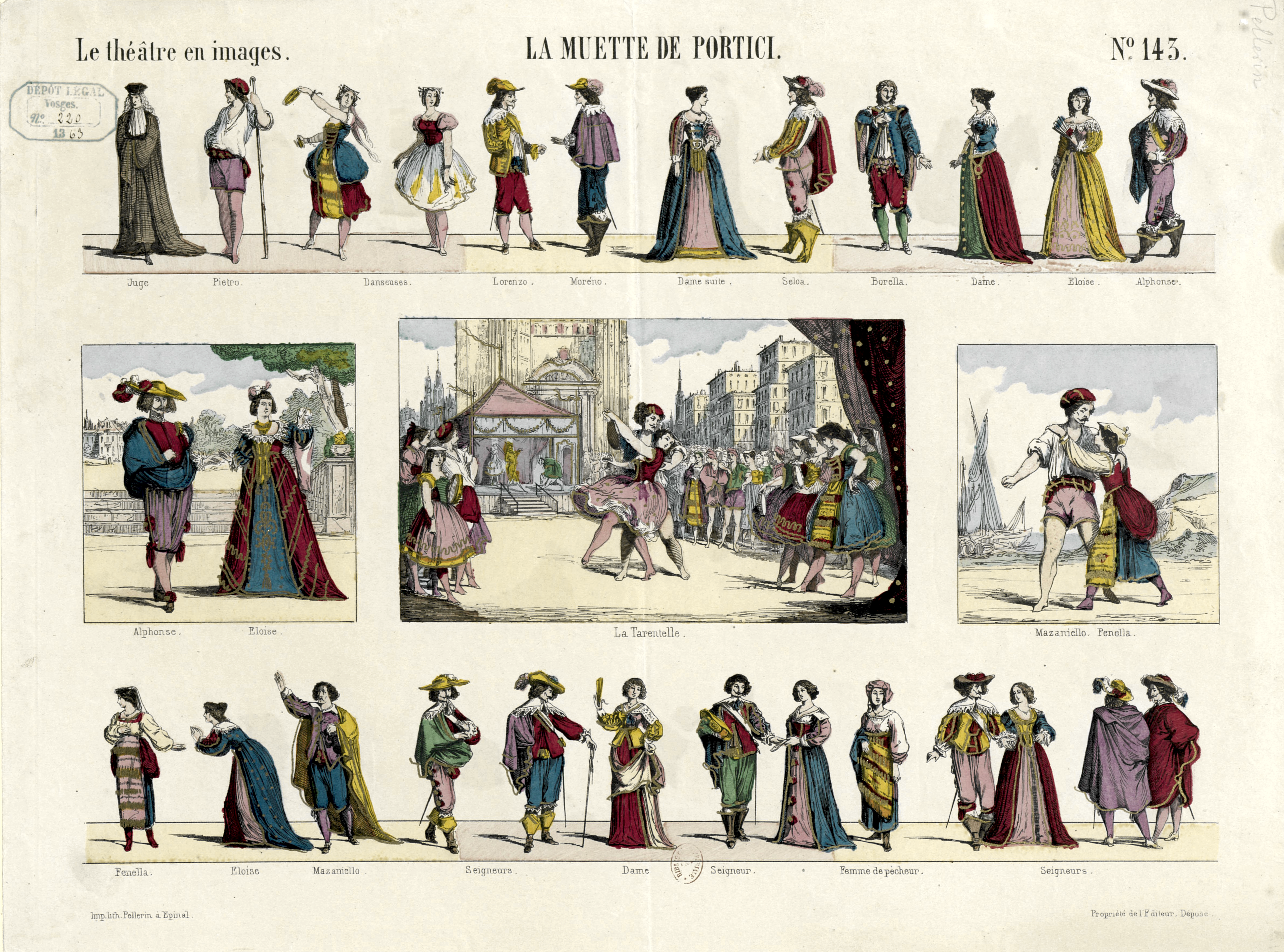
La Muette de Portici uitgebeeld in tekeningen

Daniel-François-Esprit Auber (Caen, 29 januari 1782 – Parijs, 13 mei 1871) was een Frans componist en muziekpedagoog. Hij is in België en Nederland vooral bekend door de opera La Muette de Portici (De Stomme van Portici), waarvan een opvoering in Brussel in 1830 aangegrepen werd als aanleiding tot de tegen koning Willem I der Nederlanden gerichte Belgische Revolutie.

## Levensloop
Hoewel hij als kind al muzikaal begaafd was (reeds op zijn elfde componeerde hij romances) had hij niet meteen de bedoeling daar iets mee te doen. Hij streefde als kantoorbediende in Londen een zakelijke carrière na. Pas na de terugkeer in zijn vaderland in 1804 ging hij zich volledig aan de muziek wijden.
Hij begon met het componeren van instrumentaal werk. Zo schreef hij enkele concerten voor de cellist Lamare, met wie hij bevriend was. In 1805 ging zijn eerste opera Julie ou l'Erreur d'un moment in première. Zijn eerste opera's hadden weinig succes, maar in 1811 maakte Julie zoveel indruk op Luigi Cherubini, dat deze aanbood Auber te begeleiden bij zijn verdere muziekstudies.
Zijn doorbraak met La Bergère châtelaine in 1820 maakte hem tot een van de meest vooraanstaande componisten van de Parijse Opéra-Comique. Na dat jaar kwam hij bijna jaarlijks met een nieuwe opera. Een van zijn werken uit die tijd, Gustave III, werd later door Giuseppe Verdi gebruikt voor de figuratie van Un ballo in maschera.
Toen Auber ging samenwerken met de bekende librettist Eugène Scribe ontstond een grote reeks stukken die veel succes oogstten. Het duo beheerste van 1830 tot 1850 het luchtige genre van de Franse opera, de opéra comique. Een van zijn grotere successen was Le cheval de bronze (première maart 1835 in de Opéra-Comique te Parijs). In 1842 volgde hij Cherubini op als directeur van het Conservatoire de Paris.
Het meesterwerk onder zijn bijna 50 opera's is wel de grand opéra La Muette de Portici (De Stomme van Portici) uit 1828 met als onderwerp de opstand in het koninkrijk Napels in 1647. Hoe meeslepend het werk is blijkt uit het feit dat een opvoering in de Brusselse Muntschouwburg de artistieke vonk in het politieke buskruit was waarvan de ontploffing leidde tot de Belgische Opstand in 1830.
Van de vele opéras comiques die Auber schreef hield alleen Fra Diavolo (1830) repertoire.

## Composities

### Muziektheater

#### Opera's
| Voltooid in | titel | aktes             | première                                      | libretto |
| ----------- | --- | ----------------- | --------------------------------------------- | --- |
| 1805        | Julie ou l'erreur d'un moment | 1 akte            | 1805, Parijs, Salle Doyen                     | Jacques-Marie Boutet, genoemd Monvel                                                                                    |
| 1812        | Jean de Couvain; ook: Le Château de Chimay | 3 aktes           | september 1812, Parijs, Château de Chimay     | Népomucène Lemercier |
| 1812-1813   | Le Séjour militaire | 1 akte            | 27 februari 1813, Parijs, Opéra-Comique       | Jean-Nicolas Bouilly en Emanuel Mercier-Dupaty                                                                          |
| 1819        | Le Testament et les billets doux | 1 akte            | 18 september 1819, Parijs, Opéra-Comique      | François-Antoine-Eugène Planard                                                                                         |
| 1819        | La Bergère châtelaine | 3 aktes           | 27 januari 1820, Parijs, Opéra-Comique        | François-Antoine-Eugène Planard                                                                                         |
| 1821        | Emma ou La Promesse imprudente | 3 aktes           | 7 juli 1821, Parijs, Opéra-Comique            | François-Antoine-Eugène Planard                                                                                         |
| 1822-1823   | Leicester; (of: Le Château de Kenilworth) | 3 aktes           | 25 januari 1823, Parijs, Opéra-Comique        | August Eugène Scribe en Anne-Honoré-Joseph Duveyrier, genoemd Mélesville, naar Walter Scott                             |
| 1823        | La Neige; (of: Le Nouvel Eginard) | 4 aktes           | 9 oktober 1823, Parijs, Opéra-Comique         | August Eugène Scribe en Germain Delavigne                                                                               |
| 1823        | Vendôme en Espagne; (samen met: Ferdinand Herold | 1 akte            | 5 december 1823, Parijs, Grand Opéra Garnier  | Adolphe-Joseph-Simonis Empis en Edouard Mennechet                                                                       |
| 1824        | Les Trois Genres; onder medewerking van: François-Adrien Boïeldieu | Proloog en 1 akte | 27 april 1824, Parijs, Odéon                  | August Eugène Scribe, Emanuel Mercier-Dupaty en Michel Pichat                                                           |
| 1824        | Le Concert à la cour; (of: La Débutante) | 1 akte            | 5 mei 1824, Parijs, Opéra-Comique             | August Eugène Scribe en Anne-Honoré-Joseph Duveyrier, genoemd Mélesville                                                |
| 1824        | Léocadie drame | 3 aktes           | 4 november 1824, Parijs, Opéra-Comique        | August Eugène Scribe en Anne-Honoré-Joseph Duveyrier, genoemd Mélesville, naar Miguel de Cervantes Saavedra             |
| 1825        | Le Maçon (De metselaar) | 3 aktes           | 3 mei 1825, Parijs, Opéra-Comique             | August Eugène Scribe en Germain Delavigne                                                                               |
| 1826        | Le Timide; (of: Le Nouveau Séducteur) | 3 aktes           | 2 juni 1826, Parijs, Opéra-Comique            | August Eugène Scribe en Xavier Boniface, genoemd Saintine                                                               |
| 1826        | Fiorella | 3 aktes           | 28 november 1826, Parijs, Opéra-Comique       | August Eugène Scribe |
| 1828        | La Muette de Portici (De Stomme van Portici) | 5 aktes           | 29 februari 1828, Parijs, Grand Opéra Garnier | August Eugène Scribe en Germain Delavigne                                                                               |
| 1829        | La Fiancée | 3 aktes           | 10 januari 1829, Parijs, Opéra-Comique        | August Eugène Scribe, naar «Les Contes de l'atelier» van Michel Masson en Raymond Brucker                               |
| 1829-1830   | Fra Diavolo; (of: L'Hôtellerie de Terracine) | 3 aktes           | 28 januari 1830, Parijs, Théâtre Feydeau      | August Eugène Scribe |
| 1830        | Le Dieu et la Bayadère; (of: La Courtisane amoureuse) | 2 aktes           | 13 oktober 1830, Parijs, Opéra-Comique        | August Eugène Scribe |
| 1831        | Le Philtre (De liefdesdrank); nieuw geschreven door: Gaetano Donizetti in 1832 in Parijs | 2 aktes           | 15 juni 1831, Parijs, Opéra-Comique           | August Eugène Scribe |
| 1831        | La Marquise de Brinvilliers; Medewerking van: Désiré-Alexandre Batton, Henri Montan Berton, Giuseppe Marco Maria Felice Blangini, François-Adrien Boïeldieu, Michèle Enrico Francesco Aloisio Vincenzo Paolo Carafa, Luigi Cherubini, Ferdinand Hérold en Ferdinando Paër | 3 aktes           | 31 oktober 1831, Parijs, Opéra-Comique        | August Eugène Scribe en François-Henri-Joseph Castil-Blaze)                                                             |
| 1832        | Le Serment; (of: Les Faux-Monnoyeurs) | 3 aktes           | 1 oktober 1832, Parijs, Grand Opéra           | August Eugène Scribe en Edouard-Joseph Mazères                                                                          |
| 1833        | Gustave III; (of: Le Bal masqué); nieuw vertoont van: Giuseppe Verdi in 1859 in Rome | 5 aktes           | 27 februari 1833, Parijs, Grand Opéra         | August Eugène Scribe |
| 1834        | Lestocq (of: L'Intrigue et l'amour) | 4 aktes           | 24 mei 1834, Parijs, Opéra-Comique            | August Eugène Scribe |
| 1835        | Le Cheval de bronze | 3 aktes           | 28 maart 1835, Parijs, Grand Opéra            | August Eugène Scribe |
| 1835-1836   | Actéon | 1 akte            | 23 januari 1839, Parijs, Opéra-Comique        | August Eugène Scribe |
| 1836        | Les Chaperons blancs | 3 aktes           | 26 maart 1836, Parijs, Opéra-Comique          | August Eugène Scribe |
| 1836        | L'Ambassadrice | 3 aktes           | 21 december 1836, Parijs, Opéra-Comique       | August Eugène Scribe |
| 1837        | La Fête de Versailles | 1 akte            | 10 juni 1837, Château de Versailles           | August Eugène Scribe |
| 1837        | Le Domino noir | 3 aktes           | 2 december 1837, Parijs, Opéra-Comique        | August Eugène Scribe |
| 1839        | Le Lac des fées | 5 aktes           | 1 april 1839, Parijs, Grand Opéra             | August Eugène Scribe en Anne-Honoré-Joseph Duveyrier, genoemd Mélesville                                                |
| 1840        | Zanetta (of: Jouer avec le feu) | 3 aktes           | 18 mei 1840, Parijs, Opéra-Comique            | August Eugène Scribe en Jules-Henry Vernoy de Saint-Georges                                                             |
| 1841        | Les Diamants de la couronne (De kroondiamanten) | 3 aktes           | 6 maart 1841, Parijs, Opéra-Comique           | August Eugène Scribe en Jules-Henry Vernoy de Saint-Georges                                                             |
| 1842        | Le Duc d'Olonne | 3 aktes           | 4 februari 1842, Parijs, Opéra-Comique        | August Eugène Scribe en Xavier Boniface, genoemd Saintine                                                               |
| 1843        | Le Part du diable (Het aandeel van de duivel) | 3 aktes           | 16 januari 1843, Parijs, Opéra-Comique        | August Eugène Scribe |
| 1844        | La Sirène | 3 aktes           | 26 maart 1844, Parijs, Opéra-Comique          | August Eugène Scribe |
| 1844        | La Barcarolle; (of: L'Amour et la musique) | 3 aktes           | 22 april 1844, Parijs, Opéra-Comique          | August Eugène Scribe |
| 1847        | Les Premiers pas; met medewerking van: Adolphe Adam, Michèle Enrico Francesco Aloisio Vincenzo Paolo Carafa en Jacques Fromental Halévy | 1 akte            | 15 november 1847, Parijs, Opéra national      | Alphonse Royer en Gustave Vaëz                                                                                          |
| 1847        | Haydée ou Le Secret | 3 aktes           | 28 december 1847, Parijs, Opéra-Comique       | August Eugène Scribe, naar de van Prosper Mérimée uit het Russische vertaalde vertelling «Six et quatre»                |
| 1850        | L'Enfant prodique | 5 aktes           | 6 december 1850, Parijs, Grand Opéra          | August Eugène Scribe |
| 1851        | Zerline; (of: La Corbeille d'oranges) | 3 aktes           | 16 mei 1851, Parijs, Grand Opéra Garnier      | August Eugène Scribe |
| 1852        | Marco Spada | 3 aktes           | 21 december 1852, Parijs, Opéra-Comique       | August Eugène Scribe en Germain Delavigne; finale scène naar «La Confession du bandit» van Horace Vernet                |
| 1855        | Jenny Bell | 3 aktes           | 2 juni 1855, Parijs, Opéra-Comique            | August Eugène Scribe |
| 1855-1856   | Manon Lescaut | 3 aktes           | 23 februari 1856, Parijs, Opéra-Comique       | August Eugène Scribe, naar «Histoire du chevalier Des Grieux et de Manon Lescaut» van Antoine-François Prévost d'Exiles |
| 1861        | La Circassienne | 3 aktes           | 2 februari 1861, Parijs, Opéra-Comique        | August Eugène Scribe |
| 1864        | La Fiancée du roi de Garbe | 3 aktes           | 11 januari 1864, Parijs, Opéra-Comique        | August Eugène Scribe en Jules-Henry Vernoy de Saint-Georges                                                             |
| 1868        | Le Premier jour de bonheur | 3 aktes           | 15 februari 1868, Parijs, Opéra-Comique       | Adolphe Philippe Dennery en Eugène Cormon                                                                               |
| 1869        | Rêve d'amour | 3 aktes           | 20 december 1869, Parijs, Opéra-Comique       | Adolphe Philippe Dennery en Eugène Cormon                                                                               |